# Vilar do Pinheiro
Vilar do Pinheiro, auch Vila de Pinheiro, ist eine Gemeinde im Nordwesten Portugals.
Vilar do Pinheiro gehört zum Kreis Vila do Conde im Distrikt Porto, besitzt eine Fläche von 3,8 km² und hat 2562 Einwohner (Stand 19. April 2021).